# Chengfeng, Fujian
Chengfeng (kinesiska: 城峰) är en köping i sydöstra Kina. Den ligger i Yongtai härad i provinshuvudstaden Fuzhou i provinsen Fujian, omkring 44 kilometer sydväst om centrala Fuzhou. Antalet invånare är 36 951. Befolkningen består av 17 966 kvinnor och 18 985 män. Barn under 15 år utgör 19,0 %, vuxna 15-64 år 74 %, och äldre över 65 år 5,0 %.